# Slipmata

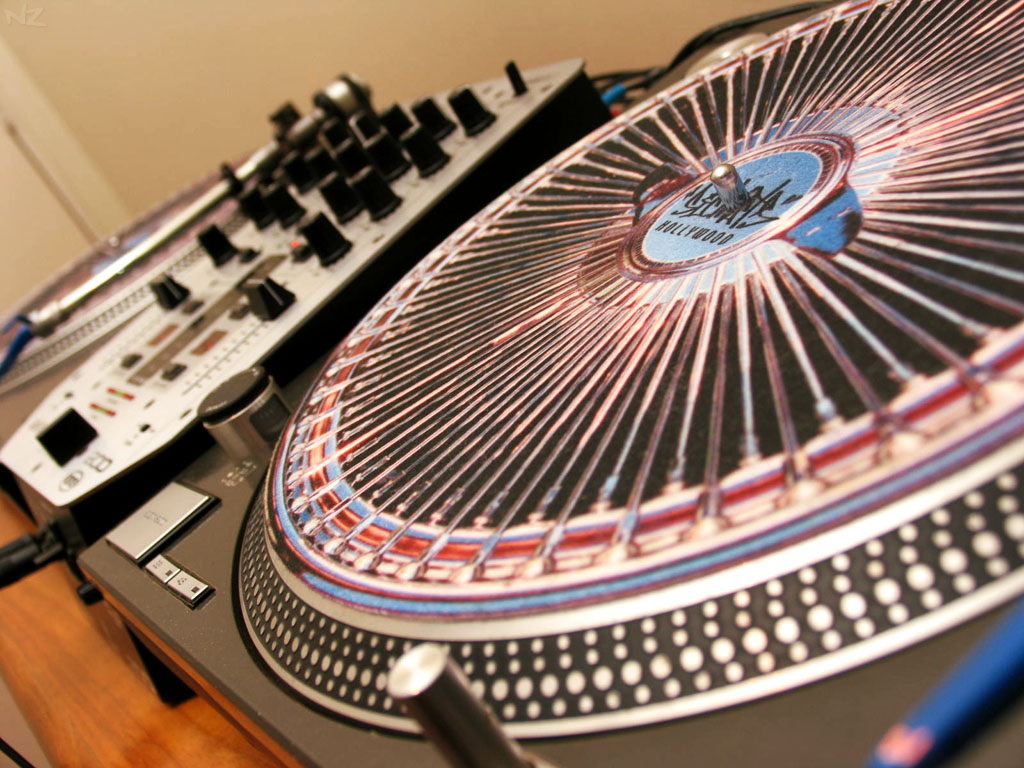
Slipmata widoczna na talerzu gramofonu

Slipmata – kawałek okrągłego, śliskiego materiału, który podkładany jest na talerzu gramofonu pod płytę winylową. Używany przez DJ-ów zamiast zwykłych gumowych podkładek w celu zmniejszenia tarcia, ułatwienia scratchowania i miksowania. Płyta nie rysuje się i można nią wykonywać szybkie ruchy w przód i tył. Dzięki slipmacie można również umiejętnie zatrzymać płytę bez zatrzymywania talerza, wykonując tzw. slip-cueing.
Slipmaty nie są jednakowe – mogą różnić się wzorami które reprezentują graną muzykę jak i rodzajem materiału z którego są wykonane; najczęściej wykonane są z filcu lub neoprenu, choć w zależności od wymagań mogą być zrobione z różnych tworzyw. Do scratchowania korzysta się z bardziej ślizgających się slipmat, do muzyki elektronicznej używa się grubszych, choć nie jest to zasadą.
Niektóre slipmaty posiadają otwory, które w założeniu mają jeszcze bardziej zmniejszyć tarcie, choć są one rzadziej używane niż typowe. Niektórzy DJ-e nakładają również na slipmatę folię, zwiększając efektywność podkładki, lub zamiast klasycznej slipmaty używają odpowiednio wyciętego kawałku materiału (np. jedwabiu).